# غينتري لي
غينتري لي (بالإنجليزية: Gentry Lee)‏ (29 مارس 1942، نيويورك في الولايات المتحدة)؛ مهندس، كاتب وروائي أمريكي.

## روابط خارجية
- غينتري لي على موقع IMDb (الإنجليزية)
- غينتري لي على موقع ميتاكريتيك (الإنجليزية)
- غينتري لي على موقع ديسكوغز (الإنجليزية)